# Cybister sugillatus
Cybister sugillatus là một loài bọ cánh cứng trong họ Bọ nước. Loài này được Erichson miêu tả khoa học năm 1834.

## Hình ảnh

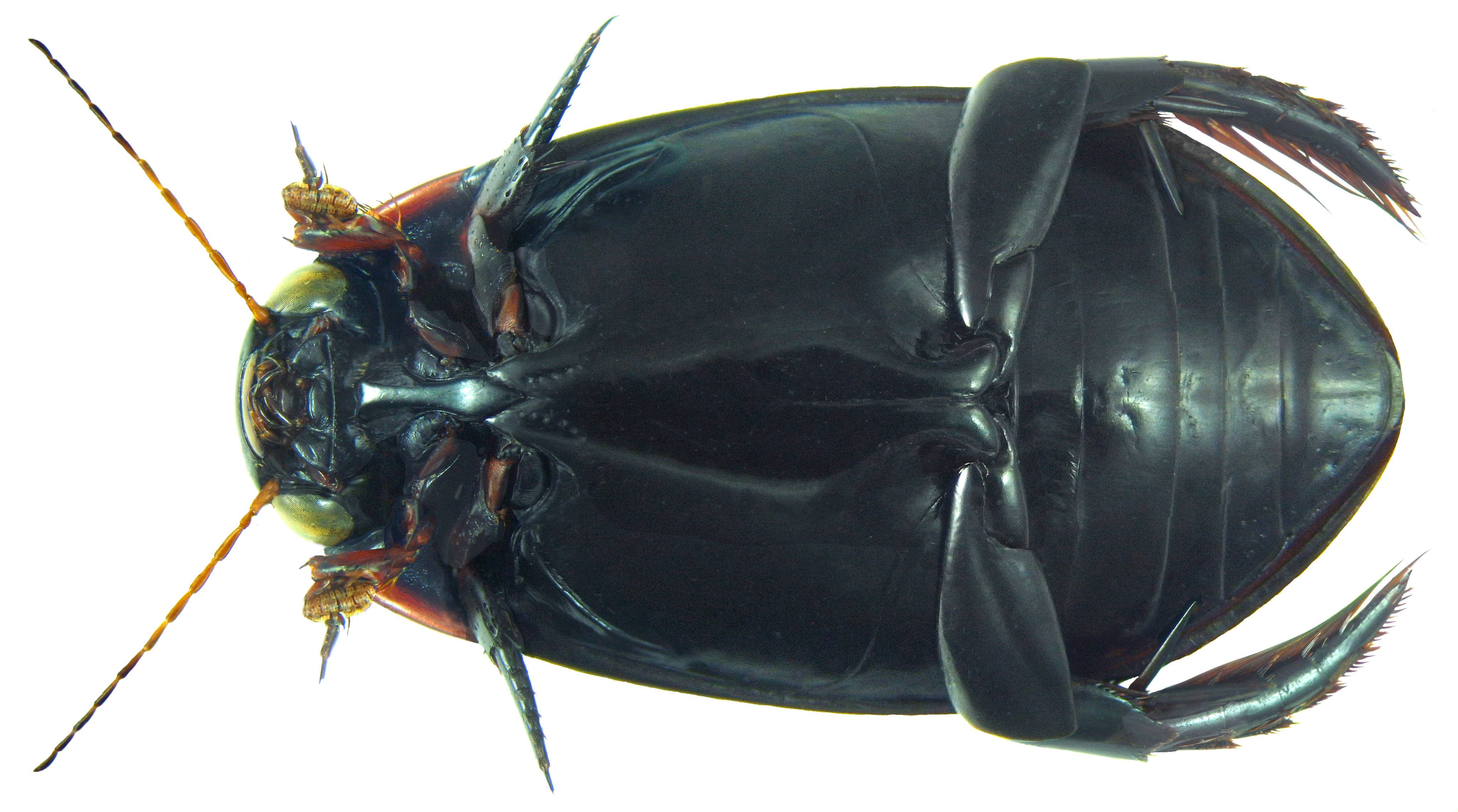